# Tobias Rost

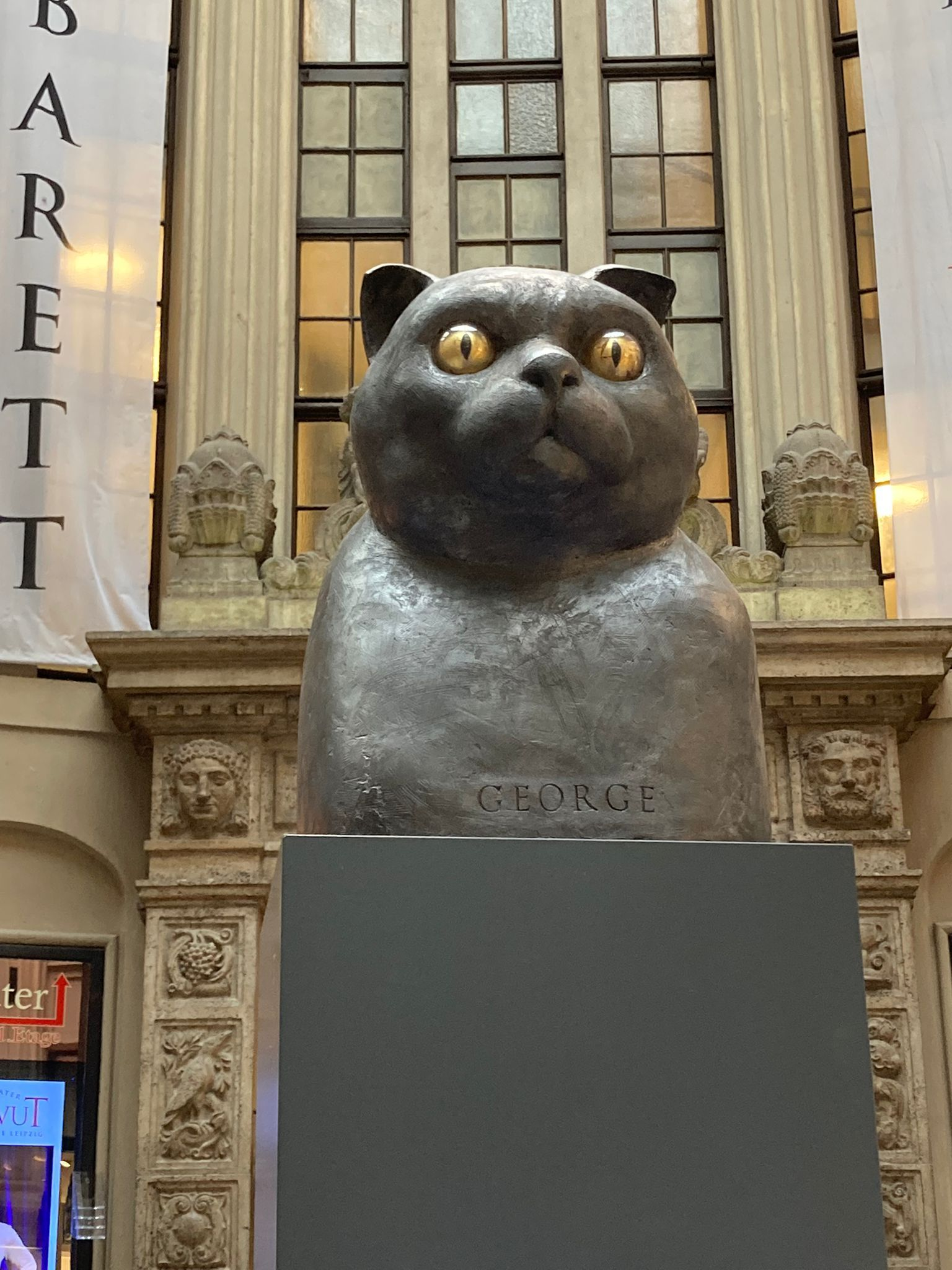
George in der Mädlerpassage (2022)

Tobias Rost (* 14. November 1959 in Dresden) ist ein deutscher Bildhauer und Hochschullehrer sowie Vorsitzender des Bundes Bildender Künstler Leipzig.

## Leben
Rost ist der Sohn des Bildhauers Christian Rost. 1975 besuchte er einen Jugendkurs an der Hochschule für Bildende Künste Dresden. Ein Jahr später begann er eine Lehre als Steinmetz bei Elbenaturstein Dresden. 1980 nahm er an einem Abendstudium im Fach Plastik an der Hochschule für Bildende Künste Dresden teil und arbeitete als Steinmetz und Steinbildhauer in der Restaurierung und Denkmalpflege, wobei er fortwährend mit der Plastik beschäftigt war. 1983 war er Gasthörer im Fach Anatomie an der Hochschule für Bildende Künste Dresden. 1987 machte er sein Teilabitur an der Volkshochschule Leipzig, studierte daraufhin in der Fachabteilung Plastik an der Kunsthochschule Berlin bei Karl-Heinz Schamal, Elisabeth Blum und Baldur Schönfelder und erhielt 1993 sein Diplom. Anschließend war er freiberuflich tätig.
Seit 1989 beteiligt Rost sich an verschiedenen Symposien im In- und Ausland, hatte Ausstellungen sowie Ausstellungsbeteiligungen. Seit 1999 unterhält er eine künstlerische Lehrtätigkeit am Institut für Kunstpädagogik der Universität Leipzig.
Seit 2011 realisiert er als Mitglied im Künstlerkollektiv Brigade Kompass zusammen mit seinen Kollegen verschiedene künstlerische Projekte, ist weiterhin aber auch selbstständig durch Grafiken, Plastiken, Skulpturen und Kunst im öffentlichen Raum tätig.
Im Bund Bildender Künstler Leipzig unterhält Tobias Rost seit 2014 ein Ehrenamt als Mitglied im Vorstand.
Zurzeit lebt er mit seiner Frau und seinen beiden Katzen (die ihm alle drei als Inspiration dienen) in Leipzig.

## Werke (Auswahl)
- Georgi Dimitroff vor seinem Kuraufenthalt im Rila-Gebirge 1948 – Sand/Acryl, 2007
- Aus meiner Haut, 2010/11, Kautschuk, Holz, Federn, 180×130×70 cm
- Richard Wagner als orthodoxer Jude, 2011
- Helmut Kohl als König Lear – Blei, 2014